# 十千万
十千万株式会社（とちまん）は、かつて存在した紙製品を製造する日本の文具メーカー。本社は東京都新宿区山吹町。グラフ用紙・方眼紙・設計用紙・OAプリンタ用紙やデザイン用紙などで知られる、製図用紙の大手。
特徴的な社名の由来は金色夜叉の作者である尾崎紅葉の雅号に因む。紅葉の住居であった十千万堂は世界の思想や文化などを改革、想像する書生らが集まった学堂でもあった。それを踏まえて多くの研究者や社員らが集まり、新たな文化を創造する企業という意味合いで十千万と名付けた。この社名は創業時から変わっていない。2012年（平成24年）6月24日、同社は解散した。
同社の事業は、同年8月1日より栄紙業㈱東京支店が継承し運営を行っており、「トチマン・ブランド」製品を存続させながら事業を続ける。
2016年（平成28年）10月3日、新設分割により新たにサカエテクニカルペーパー株式会社を設立し、栄紙業㈱ 東京支店の事業を承継する。

## 主な商品
- グラフ用紙
- 方眼紙
- 設計用紙
- 各種プリンタ用紙
- レイアウト用紙
- デザイン用紙

など